# شهرستان چونگگیه
شهرستان چونگگیه (به لاتین: Qonggyai County) یک شهرستان‌های جمهوری خلق چین در چین است که در لهوکا واقع شده‌است.
 شهرستان چونگگیه ۱٬۰۳۰ کیلومتر مربع مساحت و ۱۷٬۰۳۱ نفر جمعیت دارد.